# Johan Petersson
Johann Petersson (ur. 29 marca 1973 w Karlshamn) – szwedzki piłkarz ręczny grający jako prawoskrzydłowy, reprezentant kraju.
Czterokrotnie zdobywał Mistrzostwo Europy w 1994, 1998, 2000 i 2002.
Na zakończenie Mistrzostw Europy w 1998 i 2000 został wybrany do Siódemki gwiazd jako najlepszy prawoskrzydłowy turnieju.
W 1999 zdobył złoty medal Mistrzostw Świata. Turniej odbywał się w Egipcie, a na jego zakończenie po raz kolejny znalazł się w drużynie gwiazd jako najlepszy prawoskrzydłowy.
Dwukrotnie zdobywał wicemistrzostwo olimpijskie w 1996 r. w Atlancie oraz w 2000 w Sydney.

## Sukcesy

### reprezentacyjne
- Mistrzostwa Europy:
  -  1994, 1998, 2000, 2002
- Mistrzostwa Świata:
  -  1999
  -  1997, 2001
  -  1995
- Igrzyska Olimpijskie:
  -  1996, 2000

### klubowe
- Mistrzostwa Szwecji:
  -  2009
- Mistrzostwa Niemiec:
  -  2002, 2005
- Puchar EHF:
  -  2002, 2004

## Nagrody indywidualne
- Mistrzostwa Europy:
  - najlepszy prawoskrzydłowy Mistrzostw Europy 1998
  - najlepszy prawoskrzydłowy Mistrzostw Europy 2000
- Mistrzostwa Świata:
  - najlepszy prawoskrzydłowy Mistrzostw Świata 1999